# Nur (nome)
Nur è un nome proprio di persona usato in molte lingue, sia al maschile, sia al femminile.

## Varianti
Primariamente, è un nome arabo: in alfabeto arabo è scritto نور, traslitterato anche Noor, Nuur o Nour; ne esiste anche una versione esclusivamente femminile, نورة o نورا (Nura, Noura, Noora, Nora, Norah).
Oltre che in arabo, il nome è usato anche in varie altre lingue:
- Azero: Nur
- Bengalese: নূর (Nur)
- Indonesiano: Nur
- Malese: Nur, Nor
- Persiano: Nouri[3]
- Somalo: Nuur
- Swahili: Nuru
- Turco: Nur
- Uiguro: نۇر (Nur)
- Urdu: نور (Nur, Noor)

## Origine e diffusione
Riprende il termine arabo نور (nur), che significa "luce"; lo stesso vocabolo, da cui deriva anche uno dei 99 nomi di Allah (النور, al-Nur), si ritrova anche in molti nomi composti come Nur ad-Din. È quindi analogo per semantica ai nomi Luce e Luminița.

## Onomastico
Essendo un nome adespota, ovvero non portato da alcun santo, l'onomastico può essere festeggiato il 1º novembre, giorno di Ognissanti.

## Persone

### Maschile
- Nur Ali Elahi, musicista, filosofo e giurista iraniano
- Nur Germen, cestista e allenatore di pallacanestro turco
- Nur Hassan Hussein, politico e diplomatico somalo
- Nur Masalha, accademico britannico
- Nur Misuari, politico, rivoluzionario, guerrigliero e terrorista filippino
- Nur Mohammad Taraki, politico afghano

### Femminile

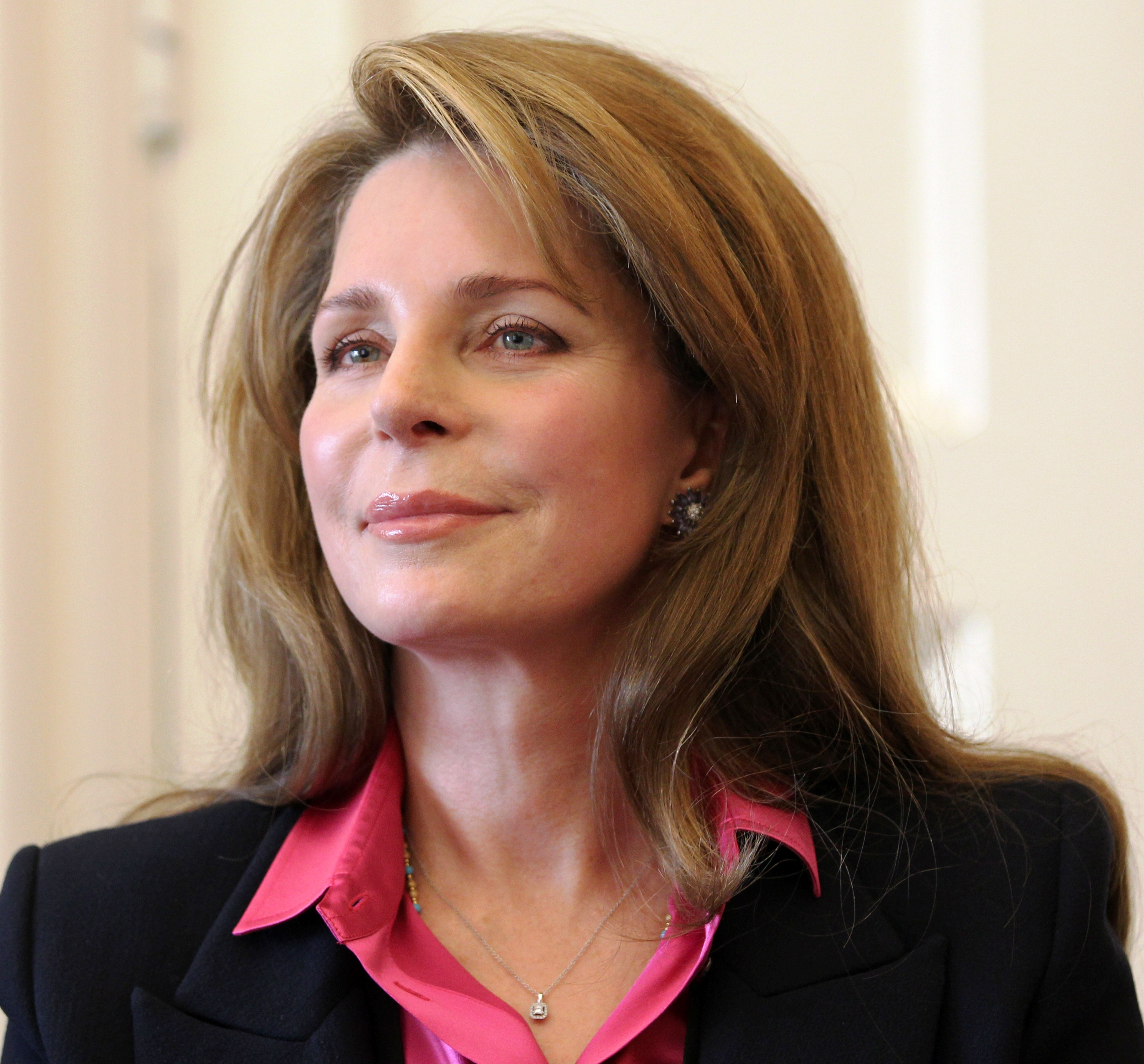
Nur di Giordania

- Nur di Giordania, regina di Giordania
- Nur Jahan, imperatrice Mughal
- Nur Dhabitah Sabri, tuffatrice malese
- Nur Tatar, taekwondoka turca

### Varianti maschili
- Nouri Bouzid, regista e sceneggiatore tunisino
- Noor Hassanali, politico trinidadiano
- Noor Husin, calciatore afghano
- Noor Sabri, calciatore iracheno

### Varianti femminili
- Nura bint 'Abd al-Rahman Al Sa'ud, principessa saudita
- Noor Abuarafeh, artista palestinese
- Noura Al Kaabi, politica e imprenditrice emiratina
- Nura Imamović, cestista bosniaca
- Noor Inayat Khan, compositrice, scrittrice e agente segreta indiana
- Noora Noor, cantante somala naturalizzata norvegese